# ケンコーイ駅
ケンコーイ駅（ケンコーイえき、タイ語:สถานีรถไฟชุมทางแก่งคอย）は、タイ王国中部サラブリー県ケンコーイ郡にある、タイ国有鉄道東北本線の駅である。

## 概要
1897年5月1日、タイ国鉄東北本線が当駅まで、1900年12月21日にはコラート（ナコンラチャシーマ）まで開通。
1956年1月4日、当駅以東の勾配区間をう回し、東北本線（ノーンカーイ方面）ブワヤイ駅との間を結ぶバイパス線が一部開通（全通は1967年）し、分岐駅となる。
1995年8月19日には、タイ東部臨海工業地帯と東北本線・北本線沿線地域との間の貨物輸送の短絡ルートとして当駅と東線クローンシップカーオ駅との間を短絡するバイパス線が開通した。このルートの輸送力は引き続き増強が図られており、2010年現在、当駅 - 東本線クローンシップカーオ駅 - チャチューンサオ駅間の複線化が着工に向けて準備中である。
これら各路線の開通により、当駅は上下両方向で計四方面の路線の接続駅となった。貨物列車の運行が多いことから、有効長の長い着発線が多く配置された広い構内を有している。また、構内に隣接して機関区も設置されている。
東北本線は当駅以東でチャオプラヤー川水系とメコン川水系を隔てる分水嶺を越えているが、この区間は鉄道建設黎明期に開業した経緯から連続急勾配区間となっており、一定重量を超える貨物列車は牽引力を補うため当駅で補助機関車を連結する。上述の機関区はこれに関わる業務も担っている。
1976年からは、当駅近くでサイアム・セメント社のセメント工場が操業を開始しており、バンコク等の消費地へ向けてセメント専用貨物列車も運行されている。

## 歴史
- 1897年3月26日 【開業】クルンテープ駅 - アユタヤ駅 （71.08km）
- 1897年5月1日 【開業】アユタヤ駅 - ケンコーイ駅 （54.02km）
- 1898年3月3日 【開業】ケンコーイ駅 - ムワックレック駅 （27.20km）
- 1956年1月4日 【開業】ケンコーイ駅 - スラナーラーイ駅 （60.70km）
- 1995年8月19日 【開業】クローンシップカーオ駅 - ケンコーイ駅 （81.29km）

## 駅構造

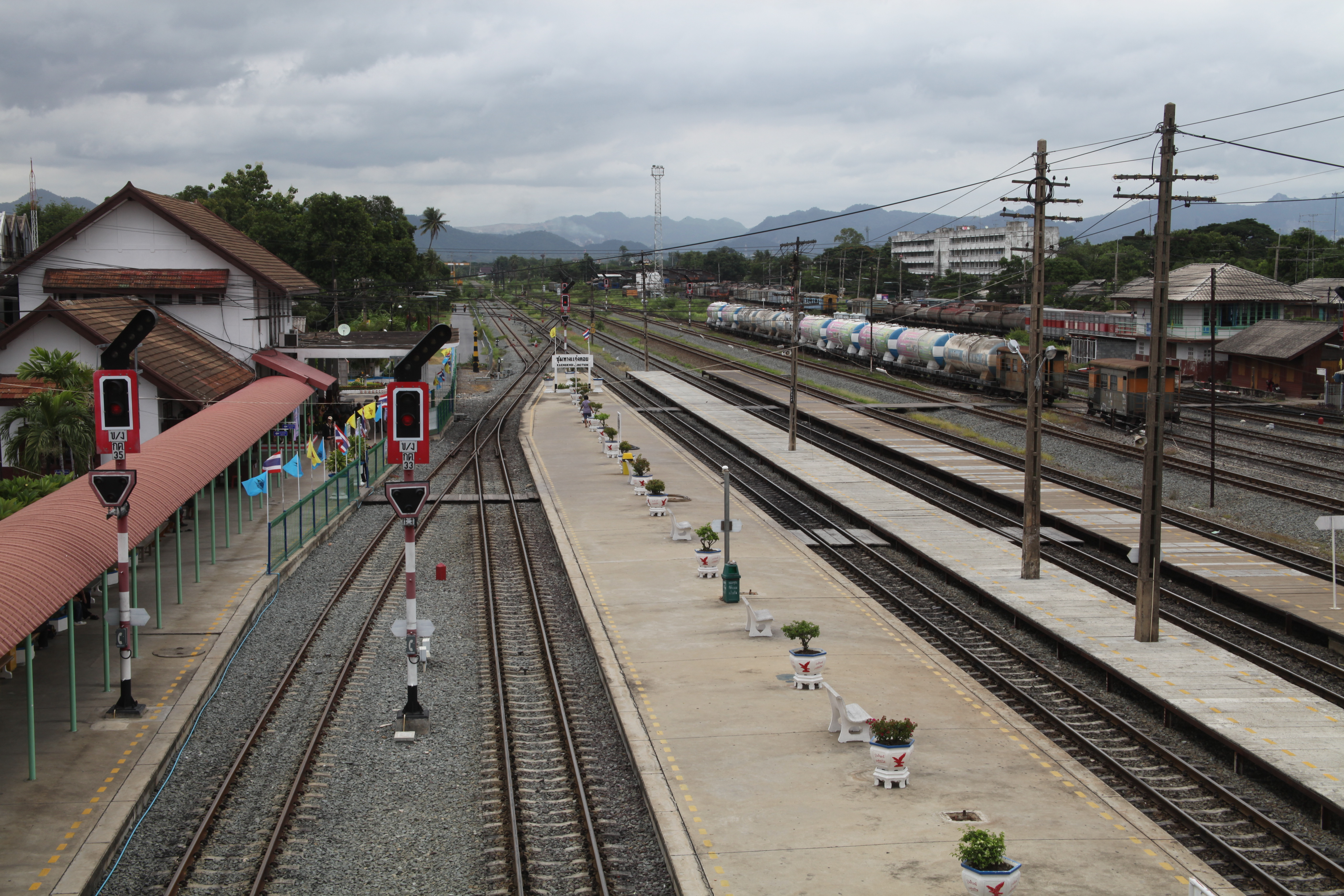
ケンコーイ駅構内

単式及び島式3面の複合型ホーム4面5線をもつ地上駅であり、駅舎はホームに面している。

## 駅周辺
- ケーンコーイ工業団地